# HTC Flyer
HTC Flyer è un tablet computer prodotto da HTC Corporation con sistema operativo Android.

## Storia
È stato presentato al Mobile World Congress del 2011.
Il 16 maggio 2011 il tablet è arrivato in Italia.

## Caratteristiche
Il tablet monta la versione 2.3.3 di Android con l'interfaccia HTC Sense, ha uno schermo da 7 pollici ed ha un processore da 1,5 GHz (Qualcomm Snapdragon). Inoltre, supporta anche l'Adobe Flash, ha una fotocamera posteriore da 5 megapixel, una frontale da 1,3 megapixel e uno slot per le microSD.
Inoltre il tablet viene fornito con un pennino attivo, l'HTC Magic Pen, che consente di disegnare e prendere appunti in certe applicazioni sfruttando il digitalizzatore N-trig.

## Versioni
Il tablet è commercializzato in due versioni:
| Memoria | Wi-Fi | 3G |
| ------- | ----- | -- |
| 16 GB   | Sì    | No |
| 32 GB   | Sì    | Sì |

## Prodotti simili
L'HTC Flyer non è il primo tablet prodotto da HTC, come molti siti internet possono lasciarci intendere, poiché nel 2007 l'azienda taiwanese ha messo in vendita l'HTC Shift, dispositivo che montava Windows Vista Business come sistema operativo. Tale prodotto è sconosciuto a molti, dato il target business di tale prodotto.